# Maicon Marques Bitencourt
Maicon Marques Bitencourt (Duque de Caxias, 18 de fevereiro de 1990), mais conhecido como Maicon ou Maicon Bolt, é um ex-futebolista brasileiro que atuava como atacante. 

## Carreira

### Fluminense
Revelado pelo Fluminense em 2009, formou uma excelente dupla de ataque com Fred no Brasileiro daquele ano. Por suas chegadas a linha de fundo, assistências, e principalmente por sua extrema velocidade, recebeu a alcunha de "Bolt", em alusão ao velocista e multi-recordista Usain Bolt. Maicon foi uma peça muito importante na histórica recuperação do Fluminense em 2009 contra o rebaixamento do clube para a Série B. Após àquele ano, Maicon se tornou xodó da torcida, e é muitas vezes lembrado por aquele que era chamado "Time de Guerreiros".

### Lokomotiv Moscou
Ao final do Brasileiro, Maicon foi vendido ao Lokomotiv Moscou da Rússia por um valor não divulgado.

### Antalyaspor
No dia 16 de junho de 2017, após sete anos na Rússia, Maicon acertou com o Antalyaspor, da Turquia.

### Atlético Mineiro
Em 14 de janeiro de 2019, Maicon foi anunciado como reforço do Atlético Mineiro.

## Títulos
Lokomotiv Moscou
- Copa da Rússia: 2014–15, 2016–17

Atlético Mineiro
- Campeonato Mineiro: 2020

Buriram United
- Thai League 1: 2021–22
- Thai FA Cup: 2021–22
- Thai League Cup: 2021–22